# Bicellaria subpilosa
Bicellaria subpilosa är en tvåvingeart som beskrevs av Collin 1926. Bicellaria subpilosa ingår i släktet Bicellaria och familjen puckeldansflugor. Arten är reproducerande i Sverige. Inga underarter finns listade i Catalogue of Life.

## Bildgalleri

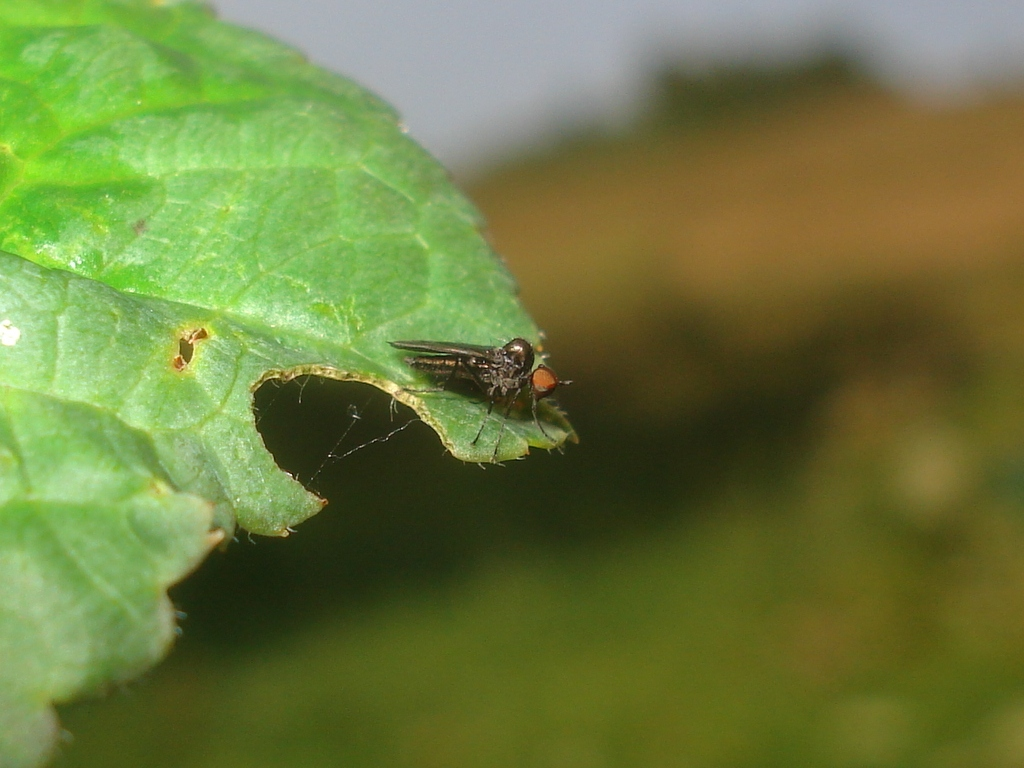